# Liste de ponts du Ghana
Cette liste de ponts du Ghana présente les ponts remarquables du Ghana, tant par leurs caractéristiques dimensionnelles, que par leur intérêt architectural ou historique.

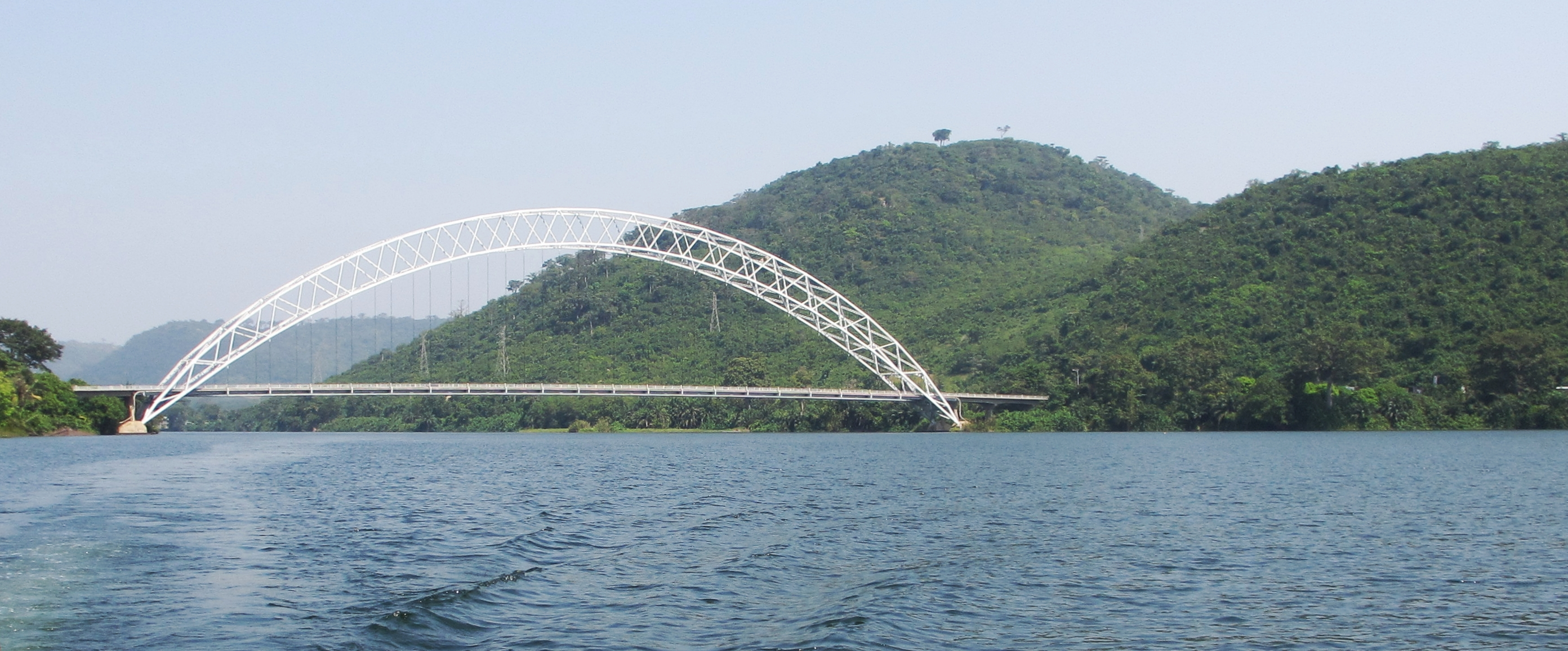
Le pont d'Adome

Elle est présentée sous forme de tableaux récapitulant les caractéristiques des différents ouvrages, et peut être triée selon les diverses entrées pour voir un type de pont particulier ou les ouvrages les plus récents par exemple. La seconde colonne donne la classification de l'ouvrage parmi ceux présentés, les colonnes Portée et Long. (longueur) sont exprimées en mètres. Date indique la date de mise en service du pont.

## Ponts présentant un intérêt historique ou architectural
|  |   | Nom                          | Distinction | Long. | Type             | Voie portée Voie franchie   | Date | Localisation | Région           | Ref. |
|  | - | ---------------------------- | --- | ----- | ---------------- | --------------------------- | ---- | ------------ | ---------------- | ---- |
|  | 1 | Passerelles du parc de Kakum | Traverse à 40 de hauteur la canopée de la forêt tropicale du parc national de Kakum Comprend 7 ponts sur 330 mètres |       | Suspendu Cordage | Passerelle "Canopy Walkway" |      | Cape Coast   | Région du Centre |      |

## Grands ponts
Ce tableau présente les grands ponts du Ghana (liste non exhaustive).
|  |   | Nom          | Portée | Long. | Type                        | Voie portée Voie franchie | Date | Localisation                            | Région           | Ref.  |
|  | - | ------------ | ------ | ----- | --------------------------- | ------------------------- | ---- | --------------------------------------- | ---------------- | ----- |
|  | 1 | Pont d'Adome | 245    |       | Arc Acier, tablier suspendu | Tema-Jasikan Rd Volta     | 1957 | Atimpoku 6° 14′ 21,8″ N, 0° 05′ 44,3″ E | Région Orientale | [ 1 ] |